# Trooper (U-Boot)
HMS Trooper (Kennung: N91) war ein U-Boot der britischen Royal Navy im Zweiten Weltkrieg. Das Kriegsschiff ging 1943 im Mittelmeer verloren.

## Geschichte
Die Trooper wurde am 7. Mai 1940 bei Scotts Shipbuilding and Engineering Company in Greenock auf Kiel gelegt, der Stapellauf erfolgte am 5. März 1942. In Dienst gestellt wurde die Trooper am 29. August 1942.
Zu den ersten Kampfeinsätzen des U-Bootes gehörte die Beteiligung an der Operation Principle im Januar 1943. Gemeinsam mit dem Schwesterboot Thunderbolt wurden mehrere bemannte Torpedos vor den Hafen von Palermo gebracht, die am 3. Januar 1943 den neugebauten italienischen Leichten Kreuzer Ulpio Traiano mit Haftminen versenkten.
Bei weiteren Einsätzen wurden zwischen März und September 1943 vier italienische Schiffe, darunter ein U-Boot, versenkt: Am 10. März 1943 konnte die Trooper den italienischen Tanker Rosarion (5468 BRT) vier Seemeilen vor Punta Milazzo (Sizilien) torpedieren und versenken. Gleiches gelang Trooper am 17. März 1943 südlich von Neapel mit der Versenkung des italienischen Frachters Forli (1525 BRT, ex franz. Sebaa). Am 29. Juli 1943 torpedierte und versenkte das U-Boot südlich der Straße von Otranto bei 39° 48′ N, 18° 43′ O das italienische Transport-U-Boot Pietro Micca (1371 ts). Am 5. September 1943 konnte die Trooper mit dem Deckgeschütz vor der griechischen Insel Skiathos ein Segelschiff versenken. Sie meldete die Beschädigung zweier weiterer gegnerischer Einheiten.
Am 26. September 1943 verließ die Trooper Beirut und trat ihre letzte Feindfahrt an. Sie sollte vor dem Dodekanes in der Ägäis patrouillieren. Da seit dem 26. September kein Kontakt mit dem U-Boot hergestellt werden konnte, wurde es am 17. Oktober 1943 für vermisst erklärt. Es wurde vermutet, dass die Trooper bei Leros auf eine Seemine lief.
Am 15. Oktober 1943 zwang die deutsche U-Boot-Falle GA.45 ein unbekanntes U-Boot mit Wasserbomben zum Auftauchen und beschoss es anschließend mit Bordartillerie. Die deutsche Seite ging davon aus, dass bei dem Angriff die Trooper versenkt worden sei. Bei dem angegriffenen U-Boot handelte es sich aber um die Torbay, die entkommen konnte.
Kommandant der Trooper war vom 18. Juni 1942 bis 17. Oktober 1943 Lt. John Somerton Wraith.
Das U-Boot wurde 2024 in einer Tiefe von 253 m nahe der griechischen Insel Donousa durch die Crew des Suchschiffs Planet Blue gefunden. Grund für die lange Suche war die Verwechslung mit der HMS Torbay. Das Boot ist in drei Teile zerborsten. Mit großer Wahrscheinlichkeit ist es durch eine deutsche Seemine gesunken.